# Turgis (crater)

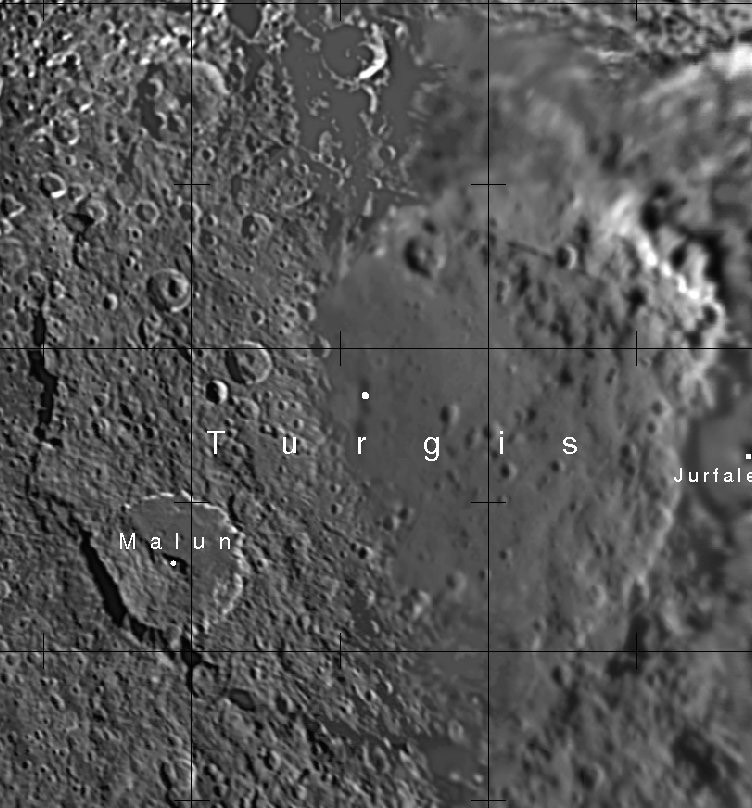
Craterul Turgis de 580 km de pe satelitul lui Saturn Iapetus.

Turgis este cel mai mare crater cunoscut de pe satelitul Iapetus al lui Saturn.   Are 580 km în diametru,  40% din diametrul satelitului și unul dintre craterele mai mari din Sistemul Solar. Este numit după un baron sarazin, Turgis din Turtelose (Tortosa). 
Este situat în Cassini Regio la 16°54′N 28°24′W / 16.9°N 28.4°V. Marginea are un scarp de aproximativ 15 km înălțime care a generat o alunecare de teren. Este acoperit de Malun, al 13-lea cel mai mare crater de pe Iapetus.

## Galerie

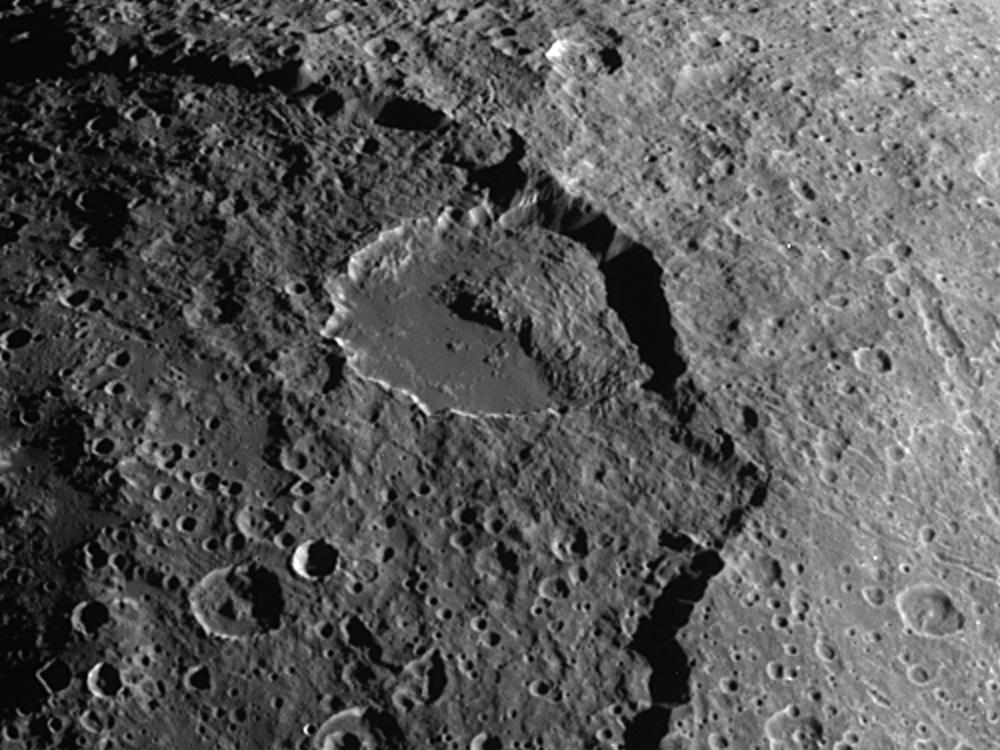
Alunecare de teren în craterul Malun
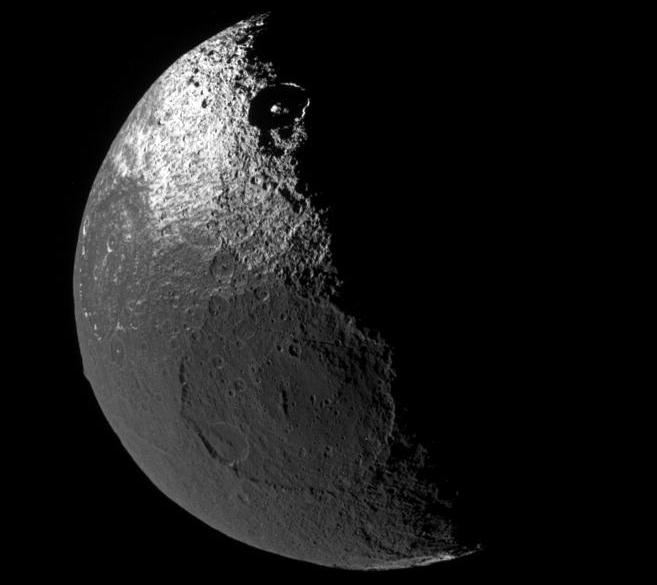
Cassini Regio